# Nigel Harrison
Nigel Harrison (Stockport, 24 de abril de 1951) es un músico inglés, reconocido por haber sido el bajista de la banda de rock Blondie durante las décadas de 1970 y 1980. Durante su estancia en Blondie, Nigel Harrison coescribió exitosas canciones con Debbie Harry como "One Way or Another", "Union City Blue" y "War Child".

## Discografía

### Blondie
- 1978 - Parallel Lines
- 1979 - Eat to the Beat
- 1980 - Autoamerican
- 1982 - The Hunter